# (5229) 1987 DE6
(5229) 1987 DE6 (1987 DE6, 1979 ST12, 1990 QE1) — астероїд головного поясу, відкритий 23 лютого 1987 року.
Тіссеранів параметр щодо Юпітера — 3,191.